# غيلدون كونا دو ناسيمنتو
غيلدون كونا دو ناسيمنتو (بالبرتغالية: Gildo Cunha do Nascimento‏) هو لاعب كرة قدم برازيلي، ولد في 13 نوفمبر 1939، وتوفي في 2 أغسطس 2019. لعب مع نادي بالميراس.